# Condado de Río Grande
El condado de Río Grande (en inglés: Rio Grande County), fundado en 1874, es uno de los 64 condados del estado estadounidense de Colorado. En el año 2000 tenía una población de 12 413 habitantes con una densidad de población de 5 personas por km². Aunque la ciudad con más habitantes es Monte Vista, la sede del condado es Del Norte y recibe su nombre del río Bravo (conocido también como «río Grande» o Big River en inglés) que lo atraviesa.

## Geografía
Según la oficina del censo el condado tiene una superficie total de 2362 km² (912 mi²), de los que 2361 km² (911,6 mi²) son tierra y 1 km² (0,4 mi²) (0.06%) son agua.

### Condados adyacentes
- Condado de Saguache - norte
- Condado de Alamosa - este
- Condado de Conejos - sur
- Condado de Archuleta - suroeste
- Condado de Mineral - oeste

## Demografía
Según el 2000 la renta per cápita media de los habitantes del condado era de 31 836 dólares y el ingreso medio de una familia era de 36 809 dólares. En el año 2000 los hombres tenían unos ingresos anuales 30 432 dólares frente a los 23 005 dólares que percibían las mujeres. El ingreso por habitante era de 15 650 dólares y alrededor de un 14,50% de la población estaba bajo el umbral de pobreza nacional.

## Ciudades y pueblos
- Center
- Del Norte
- Monte Vista
- South Fork

## Espacios naturales protegidos
Destacan:
- Monte Vista National Wildlife Refuge (Refugio nacional de vida salvaje de Monte Vista).[2]
- Rio Grande National Forest (Bosque nacional de Río Grande).[3]